# Grup Excursionista de Mallorca
El Grup Excursionista de Mallorca és una entitat excursionista mallorquina fundada el 1973.
L'entitat es dedica a la promoció de l'excursionisme i a la difusió dels valors naturals i culturals de Mallorca. El 2002 fou guardonada amb un dels Premis 31 de desembre: el Francesc de Borja Moll de l'Obra Cultural Balear.